# Neoseiulus pluridentatus
Neoseiulus pluridentatus är en spindeldjursart som beskrevs av Lofego och Moraes 2003. Neoseiulus pluridentatus ingår i släktet Neoseiulus och familjen Phytoseiidae. Inga underarter finns listade i Catalogue of Life.